# Ortowitz
Ortowitz (polnisch Ortowice, 1936–1945 Rehwalde) ist ein Ort in der Landgemeinde Birawa im Powiat Kędzierzyńsko-Kozielski der Woiwodschaft Opole (Oppeln) in Polen. Durch den Ort fließt die Birawka.

## Geographie
Ortowitz liegt rund sechs Kilometer östlich von Birawa (Bierawa), zwölf Kilometer südöstlich von Kędzierzyn-Koźle und 51 Kilometer südöstlich von  Opole (Oppeln).
Zu Ortowitz gehören die Weiler Korzonek (Kolonie Korzonek, Korzonek) und Stępnica (Stampnitza).

## Geschichte
Ortowitz wurde 1604 erstmals urkundlich erwähnt. Eine weitere Erwähnung folgte 1679. Es gehörte der Herrschaft Slawentzitz und danach den Adelsgeschlechtern Henckel von Donnersmarck, Flemming (Adelsgeschlecht)Flemming und Hohenlohe. Seit 1746 bestanden in Ortowitz und in Korzonek Frischfeuer.
In den Beyträge(n) zur Beschreibung von Schlesien wurde Ortowi(t)z erstmals erwähnt. Seit 1742/43 gehörte zum Kreis Tost-Gleiwitz, mit dem es bis 1945 verbunden blieb. 1865 bestand Ortowitz aus einer Landgemeinde und einem Dominium. Das Dorf hatte zu diesem Zeitpunkt sieben Bauernhöfe, sieben Gärtner- und 36 Häuslerstellen. Die Schule besuchten  96 Kinder.
Bei der Volksabstimmung in Oberschlesien am 20. März 1921 stimmten 69 Wahlberechtigte für einen Verbleib Oberschlesiens bei Deutschland und 147 für eine Zugehörigkeit zu Polen. Auf Gut Ortowitz stimmten 16 Personen für Deutschland und 21 für Polen. Ortowitz verblieb nach der Teilung Oberschlesiens beim Deutschen Reich. Am 16. Mai 1936 wurde der Ort im Zuge einer Welle von Ortsumbenennungen der NS-Zeit in Rehwalde umbenannt. Bis 1945 befand sich der Ort im Landkreis Cosel.
Infolge des Zweiten Weltkrieges kam der ehemals deutsche Ort 1945 unter polnische Verwaltung und wurde anschließend der Woiwodschaft Schlesien angeschlossen und in Ortowice umbenannt. 1950 kam der Ort zur Woiwodschaft Opole. Seit 1999 gehört Ortowice zum neu gegründeten Powiat Kędzierzyńsko-Kozielski. Am 23. April 2007 wurde in der Gemeinde Birawa Deutsch als zweite Amtssprache eingeführt. Am 10. Januar 2011 erhielt der Ort zusätzlich den amtlichen deutschen Ortsnamen Ortowitz.

## Sehenswürdigkeiten

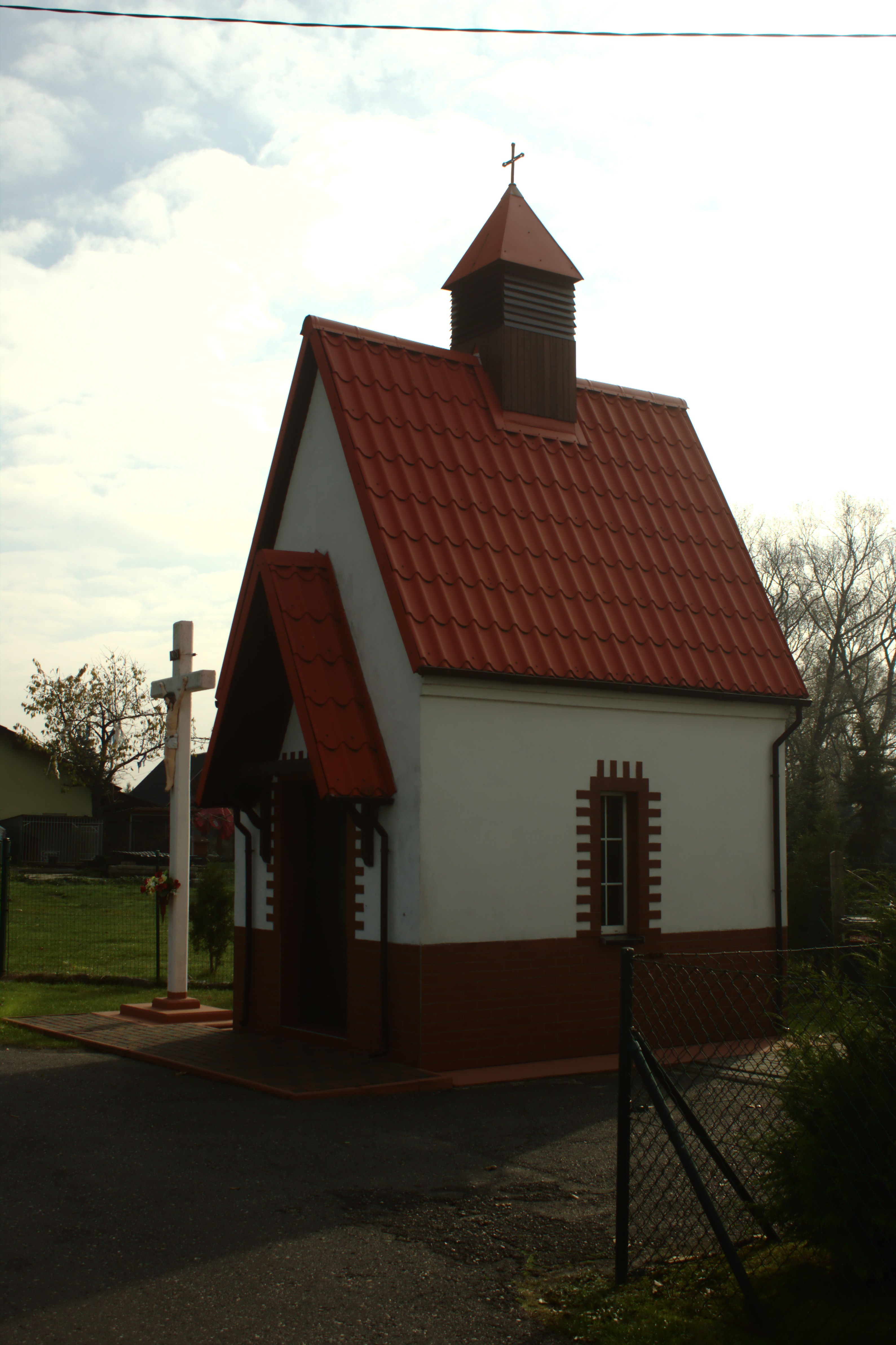
Wegkapelle

- 1995 zur Kapelle umgenutztes altes Schulgebäude
- Eine Wegkapelle mit Dachreiter und angrenzendem Wegkreuz
- Gedenkstein für die Gefallenen und Vermissten des Zweiten Weltkriegs